# Liebesgeschichten (Fernsehserie, 1967)
Liebesgeschichten ist eine in Schwarz-Weiß produzierte Fernsehserie, die im Jahr 1967 von der ARD monatlich ausgestrahlt wurde.

## Handlung
Untertitel der Serie war "Sonja Ziemann stellt vor". Sie führt als Moderatorin zu Beginn in jede Geschichte ein, spielt aber auch in einer Folge die Hauptrolle. Die geschilderten Episoden sind in sich abgeschlossen, mit wechselnden Schauspielern besetzt und enden nicht immer glücklich. Eine Frau betrügt ihren Gatten mit dem jungen Untermieter und will mit ihm durchbrennen, wird aber verpetzt. Ein alter Gärtner entdeckt sein Herz für die alte Hausbesitzerin, doch seine Gefühle bleiben unerwidert. Nach zwölf Jahren kehrt eine Frau aus den Vereinigten Staaten nach Schweden zurück, um ihre inzwischen verwitwete große Liebe zurückzugewinnen.

## Schauspieler und Rollen
| Schauspieler         | Rolle                       | Folge |
| -------------------- | --------------------------- | ----- |
| Marlene Achtermann   | Krankenschwester            | 3     |
| Joachim Ansorge      | Wolf Stegmann               | 4     |
| Rosalind Atkinson    | Alte Dame                   | 1     |
| Stefan Behrens       | Erik Gustavsson             | 7     |
| Elert Bode           | Barkellner                  | 3     |
| Otto Bolesch         | Nicolas‘ Vater              | 3     |
| Michael Craig        | Michel Nollet               | 1     |
| Christian Ebel       | Sanitäter                   | 3     |
| Ulrich Faulhaber     | Nicolas                     | 3     |
| Fried Gärtner        | Victor                      | 3     |
| Frank Glaubrecht     |                             | 2     |
| Irmela Goetzen       |                             | 2     |
| Anneli Granget       | Anne Thornton / Louise Down | 6     |
| Edith Heerdegen      | Mrs. Merriman               | 5     |
| Harry Heinze         | Herr Kahler                 | 4     |
| Alfons Höckmann      | Dr. Wray                    | 5     |
| Maria Körber         | Ida                         | 5     |
| Helga Krauss         | Babs Dowd                   | 6     |
| Hansjoachim Krietsch | Bert                        | 5     |
| Martin Lüttge        | Soldat Smitt                | 2     |

| Schauspieler     | Rolle             | Folge |
| ---------------- | ----------------- | ----- |
| Ulrich Matschoss | Dr. Ewald Thulin  | 7     |
| Margot Medicus   | Yvonne            | 3     |
| Vanessa Redgrave | Anne-Marie Roche  | 1     |
| Charles Regnier  | Gunnar Gustavsson | 7     |
| Hedda Rinneberg  |                   | 2     |
| Antje Roosch     | Annette           | 3     |
| Franz Rudnick    | Harald Matthis    | 4     |
| Immy Schell      | Margarete Seiler  | 4     |
| Alfred Schieske  | Mr. Hayward       | 5     |
| Herbert Stass    | Reinhold Seiler   | 4     |
| Karl Striebeck   | Christy Dowd      | 6     |
| Anke Tegtmeyer   | Diana             | 5     |
| Peter Thom       |                   | 2     |
| Werner Veidt     | Ambulanz-Fahrer   | 3     |
| Udo Vioff        | Barry Conner      | 6     |
| Carola Wagner    | Eine Dame         | 3     |
| Lilian Westphal  | Ulla Bergmann     | 7     |
| Gerhard Winter   | Willie Dowd       | 6     |
| Sonja Ziemann    | Ingrid Andresson  | 7     |
| Elisabeth Zimmer | Agda              | 5     |

## Episoden
| Folge | Titel                  | Regie              | Drehbuch                                                 | Erstausstrahlung   |
| ----- | ---------------------- | ------------------ | -------------------------------------------------------- | ------------------ |
| 1     | La Musica              | John Nelson-Burton | Tim Aspinall                                             | 22. Mai 1967       |
| 2     | Smit II heiratet       | Theo Mezger        |                                                          | 19. Juni 1967      |
| 3     | Geliebter Nicolas      | Wolf Vollmar       | Tim Aspinall, Marianne de Barde, Hubert von Bechtolsheim | 23. Juli 1967      |
| 4     | Reisepläne             | Ilo von Jankó      | Oscar De Fina, Douglas Livingstone                       | 28. August 1967    |
| 5     | Der Garten             | Rolf von Sydow     | Hans Hammelmann, Ruth Hammelmann                         | 18. September 1967 |
| 6     | Schiff nach Valparaiso | Dieter Reible      | Hugh Leonard, Andreas H. E. Staden                       | 23. Oktober 1967   |
| 7     | Nach all den Jahren    | Erik Ode           | Brian Clemens, Rolf Defrank                              | 20. November 1967  |